# Ri Yong-chol
Ri Yong-chol (Corea del Norte, 8 de enero de 1991) es un futbolista norcoreano. Juega de defensa y su equipo actual es la Kyonggongop.

## Selección nacional
En la Copa Mundial de Fútbol Sub-20 de 2011, marcó un gol en su propia cancha, jugando contra México.

### Participaciones en Copas del Mundo
| Mundial                     | Sede     | Resultado    | Partidos | Goles |
| --------------------------- | -------- | ------------ | -------- | ----- |
| Copa Mundial Sub-20 de 2011 | Colombia | Primera fase | 3        | 0     |

## Clubes
| Club        | País            | Año           |
| ----------- | --------------- | ------------- |
| Kyonggongop | Corea del Norte | 2010-presente |